# Morón de la Frontera (kommunhuvudort)
Morón de la Frontera är en kommunhuvudort i Spanien.   Den ligger i provinsen Provincia de Sevilla och regionen Andalusien, i den södra delen av landet, 400 km söder om huvudstaden Madrid. Morón de la Frontera ligger 228 meter över havet och antalet invånare är 28 455.
Terrängen runt Morón de la Frontera är platt norrut, men söderut är den kuperad. Runt Morón de la Frontera är det ganska tätbefolkat, med 65 invånare per kvadratkilometer. Morón de la Frontera är det största samhället i trakten. Trakten runt Morón de la Frontera består till största delen av jordbruksmark.